# Cheumatopsyche meruana
Cheumatopsyche meruana är en nattsländeart som beskrevs av Navás 1934. Cheumatopsyche meruana ingår i släktet Cheumatopsyche och familjen ryssjenattsländor. Inga underarter finns listade i Catalogue of Life.